# Danilo Loncović
Danilo Loncović (* 10. August 1953) ist ein ehemaliger Handballspieler und ehemaliger Handballtrainer. Als Co-Trainer des VfL Hameln wurde er 1994 Vizemeister der deutschen Handball-Bundesliga.

## Karriere
Seine Spielerlaufbahn begann Loncović in seiner Heimat Jugoslawien, wo er für Priboj, Zeljeznicar Sarajevo und Slovan Ljubljana auflief.
Zur Saison 1978/79 wechselte der 1,90 Meter große Spieler nach Deutschland in die Regionalliga Nord zur SG VTB/Altjührden, mit der ihm in der Saison 1980/81 die Qualifikation für die neu geschaffene 2. Bundesliga gelang. Als zweitbester Schütze der Liga in dieser Spielzeit (170 Saisontore) hatte Loncović, der meist im Rückraum eingesetzt wurde, großen Anteil an der Qualifikation. Nachdem ein 1980 kolportierter Wechsel zum Bundesligisten SG Dietzenbach nicht zustande gekommen war, schloss sich Loncović 1981 dem VfL Hameln in der Regionalliga Nord an, bei der er zum Kapitän und Publikumsliebling avancierte. 1983 gelang ihm mit Hameln der Aufstieg in die 2. Bundesliga. Der größte Erfolg seiner aktiven Laufbahn war dort in der Saison 1984/85 der zweite Platz und das Erreichen der Aufstiegsspiele für die Bundesliga. 1985 folgte ein Engagement beim Ligakonkurrenten TuS Nettelstedt, ehe Loncović 1986 nach Hameln zurückkehrte, um unter anderem als Spielertrainer der zweiten Mannschaft zu fungieren.
Anfang der 1990er Jahre rückte Loncović zum Co-Trainer der ersten Mannschaft auf, die mittlerweile in der Bundesliga spielte. Zusammen mit Cheftrainer Sead Hasanefendić coachte Loncović Hameln 1994 zum zweiten Platz. In der Saison 1995/96 erreichte Hameln – mittlerweile trainiert von Urs Mühlethaler – das Europapokalfinale um den Euro-City-Cup, welches man in zwei Partien gegen Drammen HK aus Norwegen verlor. Im Halbfinalrückspiel bei Pick Szeged wurde Co-Trainer Loncović durch einen Flaschenwurf verletzt.
Es folgten weitere Engagements als Trainer, unter anderem bei der TSG Bielefeld und bei Jahn Duderstadt. 2009 gelang Loncović mit den Handballfreunden Springe der Aufstieg in die Regionalliga. 2020 beendete Loncović seine Trainerkarriere.